# Jüdische Gemeinde Creglingen

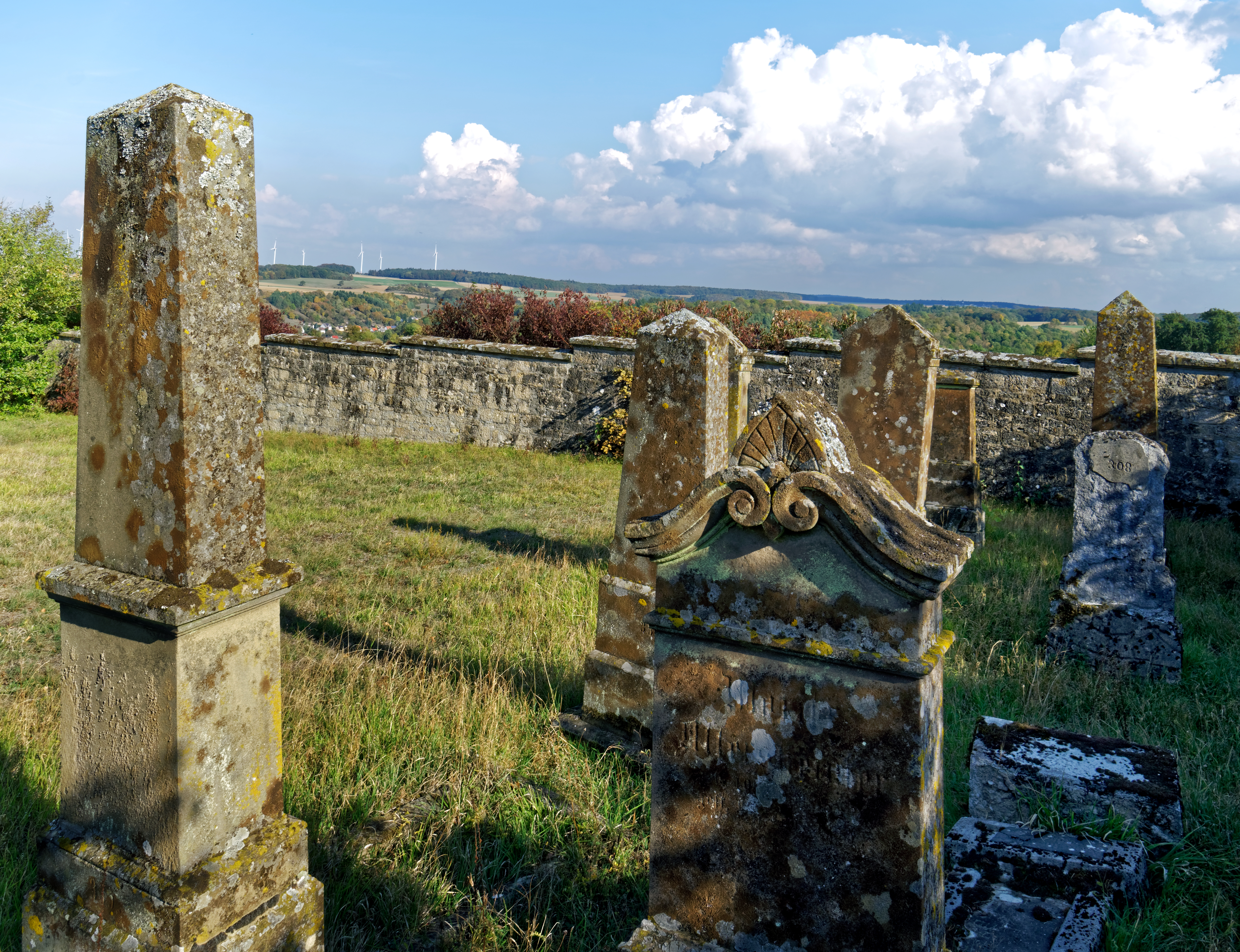
Der Jüdische Friedhof Creglingen (2018)

Die Jüdische Gemeinde in Creglingen bestand bereits im Mittelalter und in der Neuzeit vom Anfang des 17. Jahrhunderts bis 1939.

## Geschichte

### Historische Entwicklung der jüdischen Gemeinde
Die Jüdische Gemeinde Creglingen bestand bereits im Mittelalter, da eine Judenverfolgung im Ort im Jahre 1298 erwähnt wurde. Die Entstehung der neuzeitlichen Gemeinde reicht ins 16./17. Jahrhundert zurück. Bis zur Zeit des Nationalsozialismus gab es eine große jüdische Gemeinde in Creglingen, deren Mitglieder auf dem Jüdischen Friedhof Creglingen bestattet wurden. Für die Creglinger Juden war von 1832 bis 1914 das Bezirksrabbinat Weikersheim und nach dessen Auflösung von 1914 bis 1939 das Bezirksrabbinat Mergentheim zuständig. Neben dem jüdischen Friedhof unterhielt die jüdische Gemeinde Creglingen eine Synagoge, eine jüdische Schule und ein rituelles Bad.
Am 25. März 1933 wurden 16 jüdische Mitbürger Creglingens, darunter amtierende bzw. ehemalige Gemeinderäte, durch SA-Angehörige schwer misshandelt und gedemütigt. Zwei Männer, Hermann Stern und Arnold Rosenfeld, starben an den Folgen der Misshandlungen. Dieses Creglinger Pogrom unter der Führung von Fritz Klein ist nach heutigem Wissensstand der reichsweit erste systematische Gewaltexzess gegen Juden mit Todesfolge nach Hitlers Machtergreifung. An die Synagoge der Gemeinde, die sich im Haus Neuen Straße 28 aus dem Jahr 1800 befand und beim Creglinger Pogrom geschändet wurde, erinnert eine Gedenktafel am Gebäude. Über die Deutung und Einordnung der Ereignisse von 1933 entstand freilich eine Art Historikerstreit. Das Creglinger Pogrom wurde von Lion Feuchtwanger in seinem Werk Die Geschwister Oppermann verarbeitet. 1935 richtete die jüdische Gemeinde für ihre Kinder eine Privatschule ein, die bis 1938 existierte. Beim Novemberpogrom 1938 wurde die Inneneinrichtung der Synagoge zerstört und einige jüdische Männer in das KZ Dachau deportiert. Die letzten jüdischen Einwohner verließen 1939 die Stadt und die Kommune übernahm das Synagogengebäude zusammen mit dem Faulturm. Es wurde als Jugendherberge genutzt, ging um 1970 in Privatbesitz über und diente danach als Lager. 1987 befindet sich nach der Restaurierung ein Restaurant. Seit 1987 befindet sich eine Hinweistafel zur Erinnerung an die Geschichte des Hauses.

### Opfer des Holocaust
Von den jüdischen Personen, die in Creglingen geboren wurden oder längere Zeit im Ort wohnten, kamen in der Zeit des Nationalsozialismus die folgenden Personen beim Holocaust nachweislich ums Leben: Ida Allersheimer (1884), Bernhard Baar (1880), Frieda Baar geb. Allersheimer (1882), Jakob Blumenfeld (1873), Rudolf Blumenfeld (1880), Fanny Cohn geb. Lissberger (1904), Zilli Elkan geb. Fuchs (1877), Jakob Fuchs (1868), Karoline Grünewald geb. Gutmann (1857), Minna Günther geb. Gutmann (1859), Jakob Abraham Gutmann (1851), Max Gutmann (1884), Fanny (Ferdel, Fradel) Hahn geb. Gutmann (1867), Tekla Heinemann geb. Stern (1891), David Kahn (1870), Rosa Kapp geb. Obenheimer (1871), Rosa Lehmann geb. Ehrenberg (1889), Bernhard Lissberger (1907), Emil Lissberger (1873), Emma Lissberger (1877), Sigmund Lissberger (1875), Emil Obenheimer (1897), Adolf Oberndörfer (1864), Benjamin Oberndörfer (1879), Gertrud Oberndörfer (1901), Helene Oberndörfer geb. Oberndörfer (1866), Sally Oberndörfer (1901), Sigmund Oberndörfer (1904), Aron Rosenfeld (1880), Rosa Sinsheimer (1877), Cäcilie (Cilly) Stern geb. Blumenfeld (1866), Hermann Stern (1866), Meta Thalheimer geb. Oppenheimer (1872), Abraham Wolf (1879, wurde von Köln nach Lódz deportiert), Hermann Wolf (1878), Justin Wolf (1917), Lazarus Wolf (1877), Ludwig Wolf (1920) und Marianne Wolf geb. Heidelberger (1883).
Seit November 2000 besteht neben der Gedenktafel ein jüdisches Museum  in der Badgasse 3. Das 1880 errichtete Gebäude ersetzte ein altes Wohnhaus mit der früheren Judenschule, das vom 17. bis zum 19. Jahrhundert von jüdischen Familien bewohnt war.